# Associazione liberi architetti
L'Associazione ALA Assoarchitetti & Ingegneri, è un'associazione italiana, fondata a Roma nel 1999, che riunisce gli architetti, gli ingegneri, i paesaggisti, i pianificatori e i conservatori italiani liberi professionisti.
Scopo dell'Associazione è di rappresentare e promuovere i legittimi interessi diffusi dei liberi professionisti che hanno competenze sulle trasformazioni del territorio, di promuovere la qualità dell'architettura, dell'ambiente e del paesaggio in Italia, di aiutare la crescita e l'organizzazione degli studi di progettazione italiani, per migliorare la loro capacità di competizione in campo nazionale e internazionale.
Per svolgere il proprio ruolo ALA elabora e sostiene proposte di legge per contribuire a migliorare il quadro di riferimento nel quale operano i liberi professionisti italiani ed esprime le proprie linee di politica professionale con numerosi interventi e articoli sui media.
ALA ha sede centrale a Roma e sezioni regionali in tutta Italia, nelle seguenti regioni: Valle d'Aosta, Piemonte, Liguria, Lombardia, Veneto, Provincia Autonoma di Bolzano, Provincia Autonoma di Trento, Frjuli e Venezia Giulia, Emilia-Romagna, Marche, Toscana, Umbria, Lazio, Abruzzi, Molise, Puglia, Campania, Basilicata e Lucania, Calabria, Sicilia, Sardegna.
ALA ha funzione di rappresentanza sociale della categoria e come tale sottoscrive, nell'ambito di Confprofessioni, il contratto nazionale collettivo di lavoro dei dipendenti degli studi professionali, con la controparte sindacale, costituita da CGIL, CISL e UIL.
Aderisce a Confprofessioni, la Confederazione italiana delle libere professioni e attraverso di questa al CEPLIS, Confederation européenne des professiones liberales, con sede a Bruxelles.
ALA è fondatrice e promotrice del premio internazionale Dedalo Minosse alla committenza d'architettura, manifestazione biennale, della quale è in corso, per l'anno 2025, l'organizzazione della tredicesima edizione.
ALA è fondatrice e promotrice della manifestazione biennale Dedalo Minosse Cinema, che presenta una rassegna di film che narrano storie di architetti e di committenti, della quale è stata tenuta la prima edizione nel 2016, la seconda nel 2018, la terza nel 2021.
ALA collabora con le omologhe associazioni degli architetti di altri paesi e ha sottoscritto, in particolare, protocolli di collaborazione con gli architetti americani dell'AIA, con gli architetti dei paesi baltici, con gli architetti russi, con gli architetti delle Filippine, con gli architetti di Buenos Aires, con gli architetti giapponesi dell'ASJ.